# St.-Katharinen-Kathedrale (Alexandria)

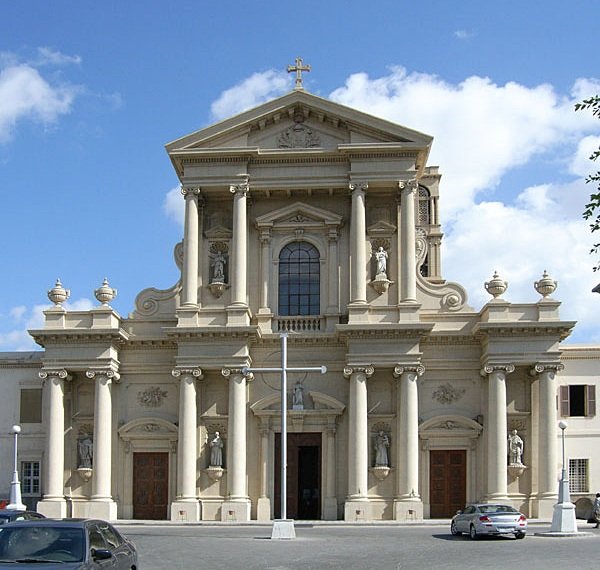
Kathedrale St. Katharina. 2013

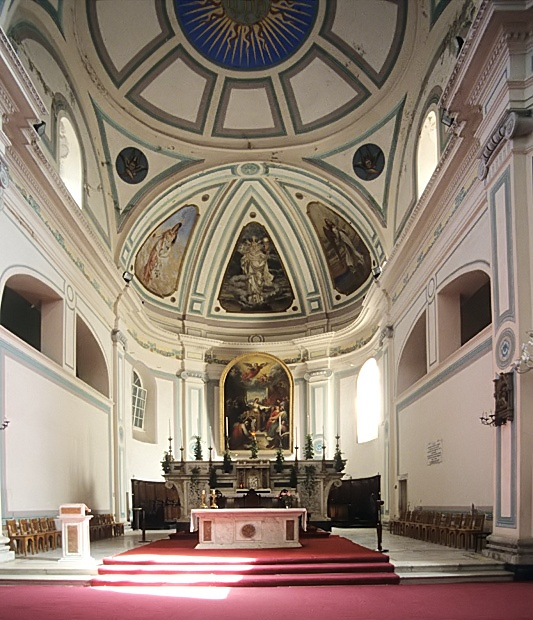
Altarraum

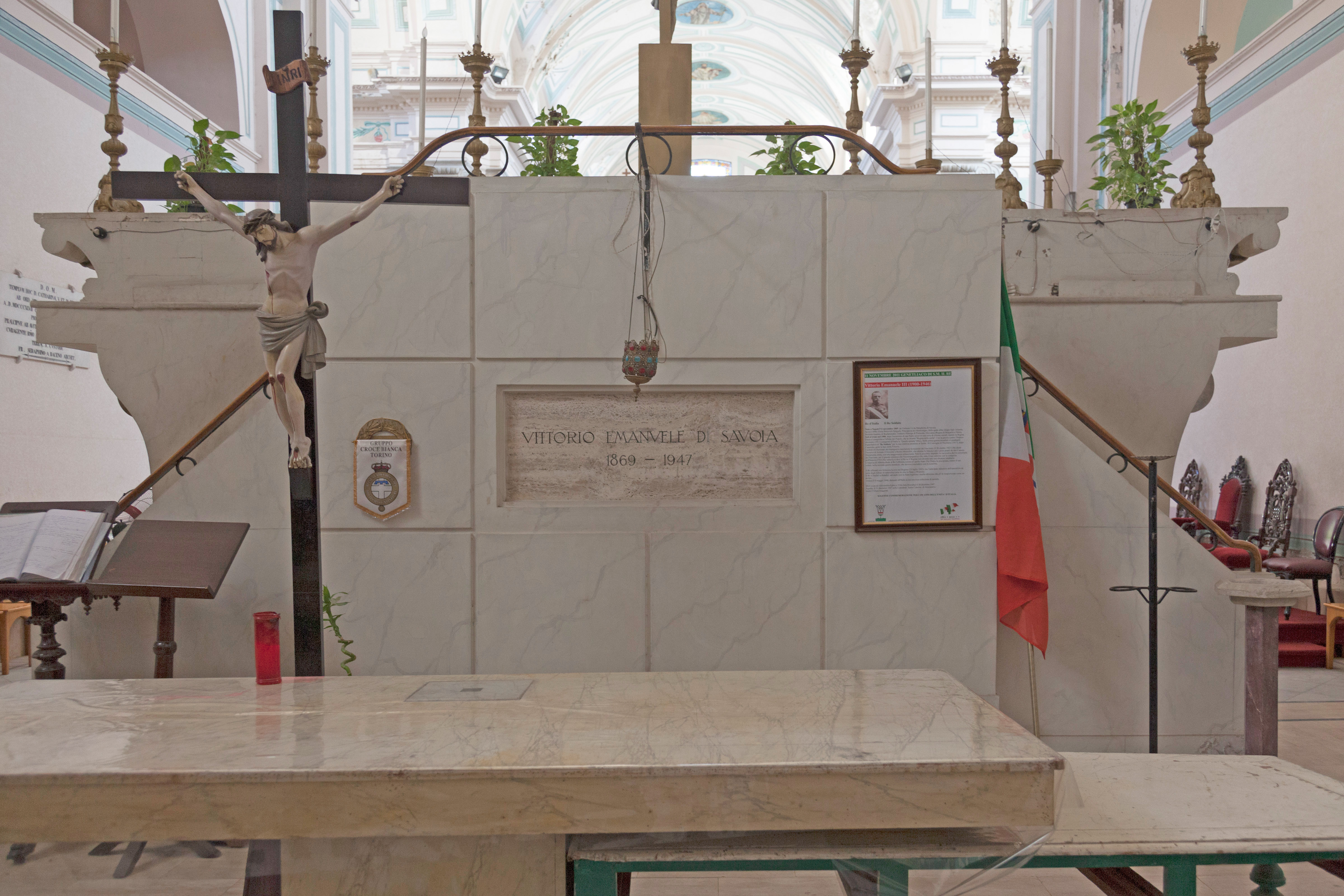
Frühere Grabstätte des italienischen Königs Viktor Emanuel III. hinter dem Hauptaltar der St.-Katharinen-Kathedrale

Die Kathedrale St. Katharina in Alexandria ist die Bischofskirche des römisch-katholischen Apostolischen Vikariats Alexandria in Ägypten und die Kirche des örtlichen Franziskanerklosters, dem auch der Ordinarius angehört. Die neobarocke Basilika wurde 1847 bis 1856 nach Plänen des franziskanischen Architekten Serafino da Baceno erbaut.

## Geschichte und Architektur
Franziskaner waren in Alexandria schon seit dem 17. Jahrhundert präsent. Sie kümmerten sich vor allem um europäische Pilger auf dem Weg ins Heilige Land. In den 1840er Jahren wurden neue Konventsgebäude und eine Schule errichtet. Die neue Kirche, eine klassizistische Kuppelbasilika, wurde zugleich als Kathedrale für das 1839 errichtete Apostolische Vikariat konzipiert. Sie erhielt den Namen der alexandrinischen Märtyrerin Katharina. Die Weihe war am 24. November 1850.
1927 erhielt die Kirche nach Plänen von Mario Avena die heutige aufwendige Schaufassade im Stil des römischen Barock.
Am 28. Dezember 1947 starb der abgedankte König von Italien Viktor Emanuel III. im Exil in Alexandria. Er wurde „provisorisch“ in der Katharinenkathedrale beigesetzt, wo er bis zu seiner Überführung nach Italien im Dezember 2017 hinter dem Hauptaltar ruhte. Da eine Umbettung ins römische Pantheon immer wieder auf breiten Widerstand in der italienischen Öffentlichkeit stieß, wurde er in die Wallfahrtskirche von Vicoforte im Piemont überführt.
Bis in die 1950er Jahre lebten in Alexandria rund 70.000 katholische Italiener, außerdem besuchten Franzosen, Malteser und konvertierte Araber die Kathedrale. Als Folge des Nasserismus gibt es heute nur noch etwa 50 einheimische katholische Familien, und die Gottesdienstgemeinde besteht größtenteils aus Touristen.
Im Jahr 2003 entdeckte ein Franziskanerpater die lange aufgegebene, zugemauerte und vergessene Kirche der Klosterschule neben der Kathedrale wieder, die etwa gleichzeitig mit dieser gebaut worden war. Man fand in ihr Wandmalereien mit ungewöhnlichen Motiven.